# Australia na Zimowych Igrzyskach Paraolimpijskich 2006
Reprezentacja Australii na Zimowych Igrzyskach Paraolimpijskich 2006 liczyła 10 sportowców.

## Medale

### Złote medale
brak

### Srebrne medale
Narciarstwo alpejskie
11 marca: Michael Milton, zjazd mężczyzn stojąc

### Brązowe medale
Narciarstwo alpejskie
13 marca: Toby Kane, supergigant mężczyzn stojąc